# Dienerella perpusilla
Dienerella perpusilla is een keversoort uit de familie schimmelkevers (Latridiidae). De wetenschappelijke naam van de soort werd in 1858 gepubliceerd door Walkley.